# Кузьміч Миколай Петрович
Микола́й Петро́вич Кузьмі́ч (біл. Мікалай Пятровіч Кузьміч; *28 листопада 1950, с. Вулька, Дрогичинський район, Білорусь) — білоруський художник, золотар. Заслужений діяч мистецтв Республіки Білорусь.

## Біографія
Народився 28 листопада 1950 року. Неодноразово пробував вступити до Міського художнього училища імені А. К. Глібова, однак зумів лише у 28-річному віці. Закінчив його в 1982 році.  Став членом ГО «Білоруський союз художників» у 1987 році. Двічі обирався головою Берестейського відділення БСХ (2004⁣ — ⁣2010).
Живе в Бересті. Одружений з Тетяною Володимирівною. Працює в галузі декоративно-прикладного мистецтва. Відродив та вивчив техніку візантійської перегородчастої емалі XII століття.
Серед його провідних творів: відновлений Хрест Єфросинії Полоцької (1993⁣ — ⁣1997); рака для мощей Єфросинії Полоцької. Серії творів включають «Башти», «Білоруська Атлантида» (зображують провідні постаті з історії Білорусі: Рогволод, Всеслав Брячиславич, Брячислав Ізяславич, Ізяслав Володимирович, Єфросинія Полоцька, Лазар Богша, Торвальд Мандрівник та ін.), «Літні асоціації», «Пори року»,  також роботи, присвячені Грюнвальдській битві. Велика частина його емалі передана в Художній музей Берестейської фортеці.

## Нагороди
- Лауреат премії президента Республіки Білорусь «За духовне відродження» (1997)
- Лауреат конкурсу «Людина року 1997 Берестейська зірка» (1997)
- Орден святого князя Володимира III ступеня (РПЦ) (1997)
- Медаль князя Костянтина Острозького (Польща, 1998)
- Медаль Білоруської спілки художників «За заслуги в образотворчому мистецтві» (2000)
- Патріарша грамота (2001)
- Орден Хреста преподобної Єфросинії Полоцької (2002)
- Орден Преподобної Єфросинії Ігумениці Полоцької (2007)
- «Заслужений діяч мистецтв Республіки Білорусь» (2007)
- Грамота Берестейського виконавчого комітету (2010)
- Грамота управління культури Берестейського виконавчого комітету (2010)
- Орден Франциска Скорини (8 жовтня 2015)[3]